# Julien Benneteau
Julien Benneteau (* 20. Dezember 1981 in Bourg-en-Bresse) ist ein ehemaliger französischer Tennisspieler. Er ist Ritter des französischen Nationalverdienstordens.

## Karriere
Benneteau begann im Alter von vier Jahren mit dem Tennisspielen und war ab dem Jahr 2000 Profi. 2004 gelang ihm erstmals der Sprung unter die Top 100 der ATP-Weltrangliste. Seinen ersten ATP-Titel gewann er 2003 mit seinem Landsmann Nicolas Mahut beim Turnier in Metz. In Lyon sicherte er sich 2006 mit Arnaud Clément seinen zweiten ATP-Turniersieg. Sein größter Erfolg im Einzel war der Einzug ins Viertelfinale der French Open im Jahr 2006, das er mit 2:6, 2:6, 3:6 gegen den Kroaten Ivan Ljubičić verlor. Auf dem Weg dorthin schlug er unter anderem die gesetzten Spieler Radek Štěpánek und Marcos Baghdatis. Am 11. November 2009 besiegte Benneteau in Paris-Bercy den damaligen Weltranglistenersten Roger Federer in drei Sätzen. Benneteau konnte trotz zehn Finalteilnahmen kein Turnier im Einzel gewinnen.
Bei den Olympischen Spielen 2012 in London trat er in der Einzel- und der Doppelkonkurrenz an. Nach einem Auftaktsieg über Michail Juschny unterlag er in der zweiten Runde Roger Federer mit 2:6, 2:6. Das Doppel verlief erfolgreicher, gemeinsam mit Richard Gasquet gewann er die Bronzemedaille. Dabei besiegten sie zunächst die Briten Colin Fleming und Ross Hutchins, die an Position sieben gesetzten Inder Mahesh Bhupathi und Rohan Bopanna sowie die an Position drei gesetzten Serben Janko Tipsarević und Nenad Zimonjić. Im Halbfinale mussten sie sich dann Bob und Mike Bryan aus den USA geschlagen geben, ehe sie im Spiel um Bronze die Spanier Feliciano López und David Ferrer in zwei Sätzen besiegten.
Seinen einzigen Grand-Slam-Titel gewann er 2014 mit seinem Landsmann Édouard Roger-Vasselin bei den French Open im Herrendoppel. Nach seinem Ausscheiden bei den US Open 2018 beendete er seine Karriere auf der World Tour.
Von 2010 bis 2018 spielte Benneteau für die französische Davis-Cup-Mannschaft. In 14 Begegnungen gewann er drei seiner sieben Einzelpartien sowie acht seiner zwölf Partien im Doppel. 2017 gewann er mit Frankreich den Davis Cup, er selbst kam im Saisonverlauf in der Doppelpartie des Halbfinals zum Einsatz.

## Erfolge
| Legende (Anzahl der Siege)                             |
| Grand Slam (1)                                         |
| Tennis Masters Cup / ATP World Tour Finals             |
| ATP Masters Series / ATP World Tour Masters 1000 (2)   |
| ATP International Series Gold / ATP World Tour 500 (1) |
| ATP International Series / ATP World Tour 250 (8)      |
| ATP Challenger Tour (14)                               |

| Titel nach Belag |
| Hartplatz (8)    |
| Sand (2)         |
| Rasen (0)        |
| Teppich (2)      |

### Einzel

#### Turniersiege
| Nr. | Datum             | Turnier              | Belag         | Finalgegner    | Ergebnis         |
| --- | ----------------- | -------------------- | ------------- | -------------- | ---------------- |
| 1.  | 22. Februar 2004  | Andrézieux-Bouthéon  | Hartplatz (i) | Dick Norman    | 6:78, 7:65, 7:65 |
| 2.  | 16. Oktober 2011  | Rennes               | Teppich (i)   | Olivier Rochus | 6:4, 6:3         |
| 3.  | 18. Mai 2014      | Bordeaux             | Sand          | Steve Johnson  | 6:3, 6:2         |
| 4.  | 13. November 2016 | Mouilleron-le-Captif | Hartplatz (i) | Andrei Rubljow | 7:5, 2:6, 6:3    |

#### Finalteilnahmen
| Nr. | Datum              | Turnier          | Belag         | Finalgegner            | Ergebnis       |
| --- | ------------------ | ---------------- | ------------- | ---------------------- | -------------- |
| 1.  | 18. Mai 2008       | Casablanca       | Sand          | Gilles Simon           | 5:7, 2:6       |
| 2.  | 20. Oktober 2008   | Lyon             | Teppich (i)   | Robin Söderling        | 3:6, 7:65, 1:6 |
| 3.  | 18. Mai 2009       | Kitzbühel        | Sand          | Guillermo García López | 6:3, 6:71, 3:6 |
| 4.  | 15. Februar 2010   | Marseille        | Hartplatz (i) | Michaël Llodra         | 3:6, 4:6       |
| 5.  | 27. August 2011    | Winston-Salem    | Hartplatz     | John Isner             | 6:4, 3:6, 4:6  |
| 6.  | 15. Januar 2012    | Sydney           | Hartplatz     | Jarkko Nieminen        | 2:6, 5:7       |
| 7.  | 30. September 2012 | Kuala Lumpur (1) | Hartplatz (i) | Juan Mónaco            | 5:7, 6:4, 3:6  |
| 8.  | 17. Februar 2013   | Rotterdam        | Hartplatz (i) | Juan Martín del Potro  | 6:72, 3:6      |
| 9.  | 29. September 2013 | Kuala Lumpur (2) | Hartplatz (i) | João Sousa             | 6:2, 5:7, 4:6  |
| 10. | 28. September 2014 | Kuala Lumpur (3) | Hartplatz (i) | Kei Nishikori          | 6:74, 4:6      |

### Doppel

#### Turniersiege

##### ATP World Tour
| Nr. | Datum              | Turnier          | Belag         | Partner                | Finalgegner                          | Ergebnis           |
| --- | ------------------ | ---------------- | ------------- | ---------------------- | ------------------------------------ | ------------------ |
| 1.  | 29. September 2003 | Metz (1)         | Teppich (i)   | Nicolas Mahut          | Michaël Llodra Fabrice Santoro       | 7:62, 6:3          |
| 2.  | 23. Oktober 2006   | Lyon (1)         | Teppich (i)   | Arnaud Clément         | František Čermák Jaroslav Levinský   | 6:2, 6:73, [10:7]  |
| 3.  | 9. März 2008       | Las Vegas        | Hartplatz     | Michaël Llodra         | Bob Bryan Mike Bryan                 | 6:4, 4:6, [10:8]   |
| 4.  | 18. Oktober 2009   | Shanghai         | Hartplatz     | Jo-Wilfried Tsonga     | Mariusz Fyrstenberg Marcin Matkowski | 6:2, 6:4           |
| 5.  | 26. Oktober 2009   | Lyon (2)         | Hartplatz (i) | Nicolas Mahut          | Arnaud Clément Sébastien Grosjean    | 6:4, 7:66          |
| 6.  | 21. Februar 2010   | Marseille (1)    | Hartplatz (i) | Michaël Llodra         | Julian Knowle Robert Lindstedt       | 6:4, 6:3           |
| 7.  | 21. April 2013     | Monte Carlo      | Sand          | Nenad Zimonjić         | Bob Bryan Mike Bryan                 | 4:6, 7:64, [14:12] |
| 8.  | 4. August 2013     | Washington, D.C. | Hartplatz     | Nenad Zimonjić         | Mardy Fish Radek Štěpánek            | 7:65, 7:5          |
| 9.  | 23. Februar 2014   | Marseille (2)    | Hartplatz (i) | Édouard Roger-Vasselin | Paul Hanley Jonathan Marray          | 4:6, 7:66, [13:11] |
| 10. | 7. Juni 2014       | French Open      | Sand          | Édouard Roger-Vasselin | Marcel Granollers Marc López         | 6:3, 7:61          |
| 11. | 26. Februar 2017   | Marseille (3)    | Hartplatz (i) | Nicolas Mahut          | Robin Haase Dominic Inglot           | 6:4, 6:79, [10:5]  |
| 12. | 24. September 2017 | Metz (2)         | Hartplatz (i) | Édouard Roger-Vasselin | Wesley Koolhof Artem Sitak           | 7:5, 6:3           |

##### ATP Challenger Tour
| Nr. | Datum              | Turnier                 | Belag         | Partner                | Finalgegner                          | Ergebnis          |
| --- | ------------------ | ----------------------- | ------------- | ---------------------- | ------------------------------------ | ----------------- |
| 1.  | 23. Juli 2000      | Contrexéville           | Sand          | Nicolas Mahut          | Jean-René Lisnard Olivier Patience   | 6:3, 7:64         |
| 2.  | 25. Februar 2001   | Andrézieux-Bouthéon (1) | Hartplatz (i) | Nicolas Mahut          | Noam Behr Jonathan Erlich            | 6:3, 6:3          |
| 3.  | 17. August 2003    | Bronx                   | Hartplatz     | Nicolas Mahut          | Martín Alberto García Graydon Oliver | 6:3, 6:1          |
| 4.  | 21. September 2003 | Saint-Jean-de-Luz       | Hartplatz (i) | Nicolas Mahut          | Johan Landsberg Myles Wakefield      | 6:4, 6:1          |
| 5.  | 10. Juli 2005      | Scheveningen            | Sand          | Édouard Roger-Vasselin | Steve Darcis Kristof Vliegen         | 5:7, 7:5, 7:65    |
| 6.  | 18. September 2005 | Orléans                 | Hartplatz (i) | Nicolas Mahut          | Grégory Carraz Antony Dupuis         | 3:6, 6:4, 6:2     |
| 7.  | 2. Oktober 2005    | Grenoble                | Hartplatz (i) | Nicolas Mahut          | Grégory Carraz Nicolas Tourte        | 4:6, 6:4, 6:3     |
| 8.  | 5. Februar 2006    | Andrézieux-Bouthéon (2) | Hartplatz (i) | Nicolas Mahut          | Grégory Carraz Antony Dupuis         | 6:4, 6:4          |
| 9.  | 21. Mai 2006       | Sanremo                 | Sand          | Nicolas Mahut          | Flavio Cipolla Francesco Piccari     | 6:4, 7:66         |
| 10. | 9. Januar 2016     | Nouméa                  | Hartplatz     | Édouard Roger-Vasselin | Grégoire Barrère Tristan Lamasine    | 7:64, 3:6, [10:5] |

#### Finalteilnahmen
| Nr. | Datum             | Turnier      | Belag         | Partner                | Finalgegner                         | Ergebnis           |
| --- | ----------------- | ------------ | ------------- | ---------------------- | ----------------------------------- | ------------------ |
| 1.  | 20. Februar 2003  | Lyon         | Teppich (i)   | Nicolas Mahut          | Jonathan Erlich Andy Ram            | 1:6, 3:6           |
| 2.  | 14. April 2007    | Monte Carlo  | Sand          | Richard Gasquet        | Bob Bryan Mike Bryan                | 2:6, 1:6           |
| 3.  | 15. August 2010   | Toronto      | Hartplatz     | Michaël Llodra         | Bob Bryan Mike Bryan                | 5:7, 3:6           |
| 4.  | 20. Februar 2011  | Marseille    | Hartplatz (i) | Jo-Wilfried Tsonga     | Robin Haase Ken Skupski             | 3:6, 7:64, [11:13] |
| 5.  | 13. November 2011 | Paris        | Hartplatz (i) | Nicolas Mahut          | Rohan Bopanna Aisam-ul-Haq Qureshi  | 2:6, 4:6           |
| 6.  | 5. Oktober 2014   | Peking       | Hartplatz     | Vasek Pospisil         | Jean-Julien Rojer Horia Tecău       | 7:66, 5:7, [5:10]  |
| 7.  | 12. Oktober 2014  | Shanghai     | Hartplatz     | Édouard Roger-Vasselin | Bob Bryan Mike Bryan                | 3:6, 6:73          |
| 8.  | 9. Juli 2016      | Wimbledon    | Rasen         | Édouard Roger-Vasselin | Pierre-Hugues Herbert Nicolas Mahut | 4:6, 6:71, 3:6     |
| 9.  | 25. Juni 2017     | Queen’s Club | Rasen         | Édouard Roger-Vasselin | Jamie Murray Bruno Soares           | 2:6, 3:6           |

## Bilanz bei Grand-Slam-Turnieren

### Einzel
| Turnier1                   | 2018 | 2017  | 2016 | 2015 | 2014  | 2013  | 2012  | 2011  | 2010  | 2009  | 2008  | 2007  | 2006  | 2005 | 2004  | 2003 | 2002 | 2001 | 2000 | Gesamt  |
| -------------------------- | ---- | ----- | ---- | ---- | ----- | ----- | ----- | ----- | ----- | ----- | ----- | ----- | ----- | ---- | ----- | ---- | ---- | ---- | ---- | ------- |
| Australian Open            | 3R   | Q3    | 1R   | 1R   | 2R    | 3R    | 3R    | –     | 2R    | 1R    | 1R    | 1R    | 3R    | 1R   | –     | 1R   | –    | –    | –    | 3R      |
| French Open                | 2R   | 1R    | 1R   | –    | 1R    | 3R    | 3R    | 2R    | 2R    | 1R    | AF    | 1R    | VF    | 1R   | 3R    | 1R   | 1R   | –    | –    | VF      |
| Wimbledon                  | 2R   | 1R    | 2R   | –    | 1R    | 2R    | 3R    | 2R    | AF    | 1R    | 1R    | 1R    | 2R    | 1R   | 2R    | –    | –    | –    | –    | AF      |
| US Open                    | 2R   | 1R    | 1R   | –    | 1R    | 3R    | 3R    | 3R    | 2R    | 3R    | 1R    | 1R    | 1R    | –    | 1R    | 1R   | –    | –    | –    | 3R      |
| Gewonnene Einzel-Titel     | 0    | 0     | 0    | 0    | 0     | 0     | 0     | 0     | 0     | 0     | 0     | 0     | 0     | 0    | 0     | 0    | 0    | 0    | 0    | 0       |
| Gesamt-Siege/-Niederlagen2 | 8:11 | 13:14 | 2:9  | 1:5  | 26:24 | 27:25 | 27:23 | 21:21 | 26:19 | 26:28 | 22:20 | 22:28 | 24:22 | 5:18 | 14:15 | 3:7  | 0:2  | 1:1  | 0:0  | 273:297 |
| Jahresendposition          | –    | 56    | 131  | 533  | 25    | 35    | 35    | 52    | 44    | 46    | 43    | 68    | 40    | 167  | 64    | 140  | 255  | 271  | 423  | N/A     |

### Doppel
| Turnier1                   | 2018 | 2017  | 2016 | 2015 | 2014  | 2013  | 2012  | 2011  | 2010  | 2009  | 2008  | 2007  | 2006 | 2005  | 2004  | 2003 | 2002 | 2001 | 2000 | Gesamt  |
| -------------------------- | ---- | ----- | ---- | ---- | ----- | ----- | ----- | ----- | ----- | ----- | ----- | ----- | ---- | ----- | ----- | ---- | ---- | ---- | ---- | ------- |
| Australian Open            | 1R   | 2R    | 1R   | VF   | AF    | AF    | 1R    | –     | 2R    | 1R    | AF    | VF    | 1R   | 2R    | 2R    | –    | –    | –    | –    | VF      |
| French Open                | –    | 1R    | VF   | –    | S     | 2R    | –     | AF    | AF    | AF    | –     | 2R    | VF   | 1R    | 1R    | 2R   | 2R   | 1R   | 2R   | S       |
| Wimbledon                  | 1R   | 2R    | F    | –    | VF    | VF    | 1R    | 2R    | VF    | –     | AF    | 1R    | 1R   | 1R    | 2R    | –    | –    | –    | –    | F       |
| US Open                    | –    | VF    | 1R   | –    | 1R    | 2R    | VF    | –     | 2R    | 1R    | 2R    | HF    | 1R   | VF    | HF    | –    | –    | –    | –    | HF      |
| Gewonnene Doppel-Titel     | 0    | 2     | 0    | 0    | 2     | 2     | 0     | 0     | 1     | 2     | 1     | 0     | 1    | 0     | 0     | 1    | 0    | 0    | 0    | 12      |
| Gesamt-Siege/-Niederlagen2 | 2:4  | 20:10 | 13:7 | 7:4  | 38:20 | 25:19 | 12:14 | 15:11 | 22:10 | 20:10 | 19:15 | 23:21 | 10:9 | 11:14 | 14:10 | 6:3  | 1:1  | 0:3  | 2:3  | 262:193 |
| Jahresendposition          | –    | 45    | 35   | 124  | 5     | 26    | 97    | 52    | 38    | 32    | 49    | 26    | 67   | 59    | 50    | 93   | 270  | 301  | 195  | N/A     |

Zeichenerklärung: S = Turniersieg; F, HF, VF, AF = Einzug ins Finale / Halbfinale / Viertelfinale / Achtelfinale; 1R, 2R, 3R = Ausscheiden in der 1. / 2. / 3. Hauptrunde
1 Turnierresultat in Klammern bedeutet, dass der Spieler das Turnier noch nicht beendet hat; es zeigt seinen aktuellen Turnierstatus an. Nachdem der Spieler das Turnier beendet hat, wird die Klammer entfernt.

2 Stand: Karriereende